# St. Nikolaus (Höslwang)

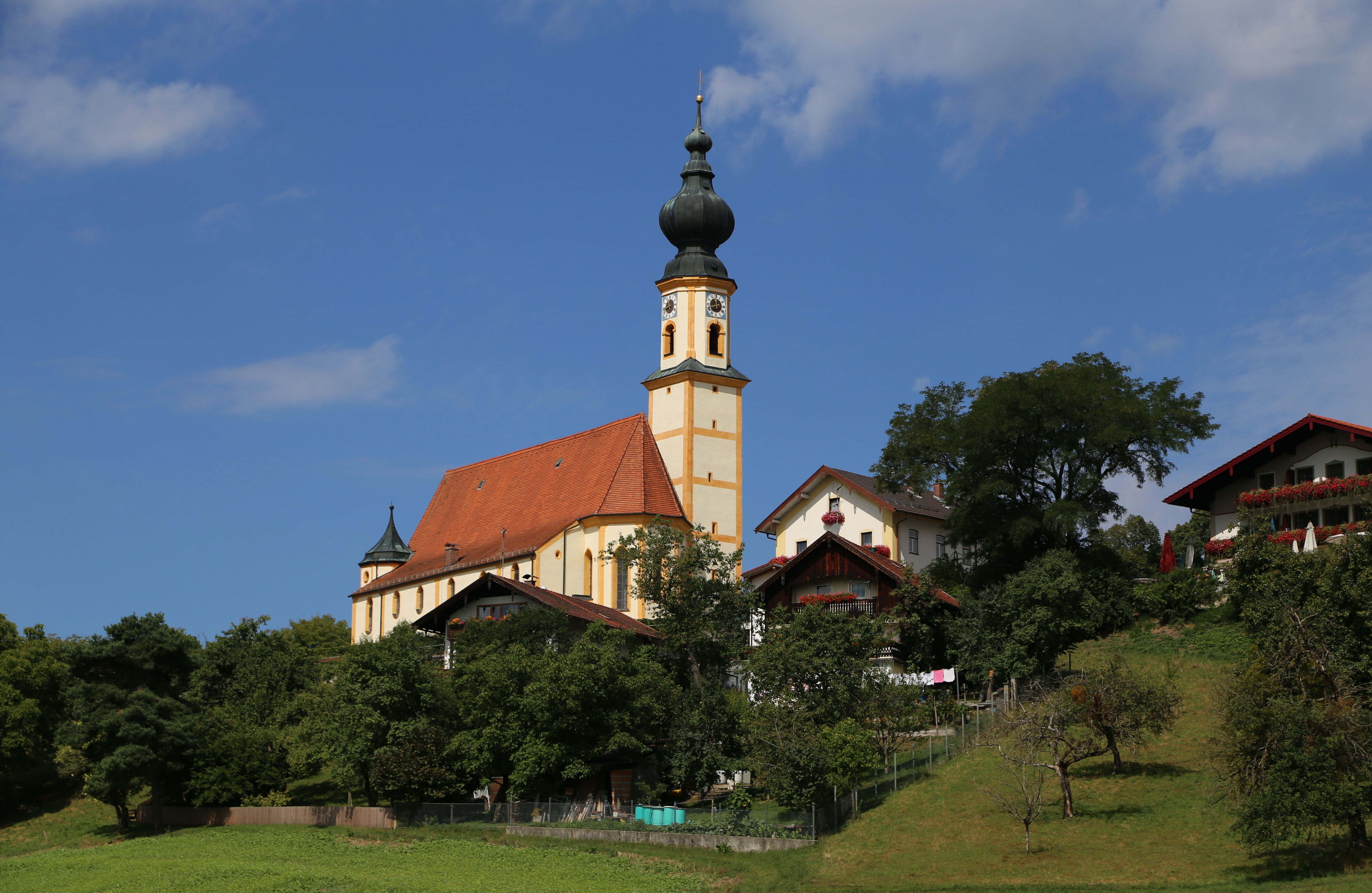
St. Nikolaus in Höslwang

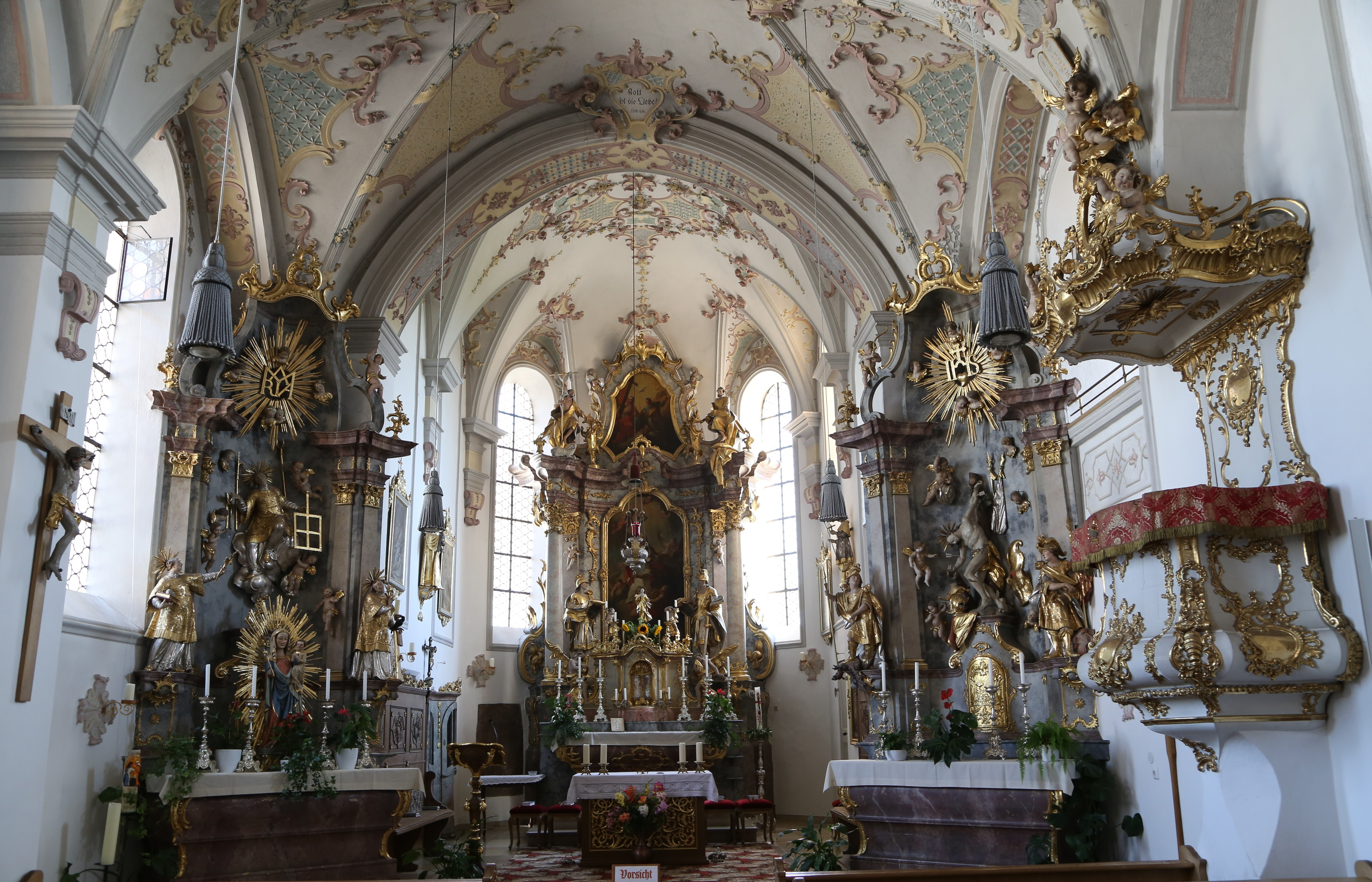
Innenansicht

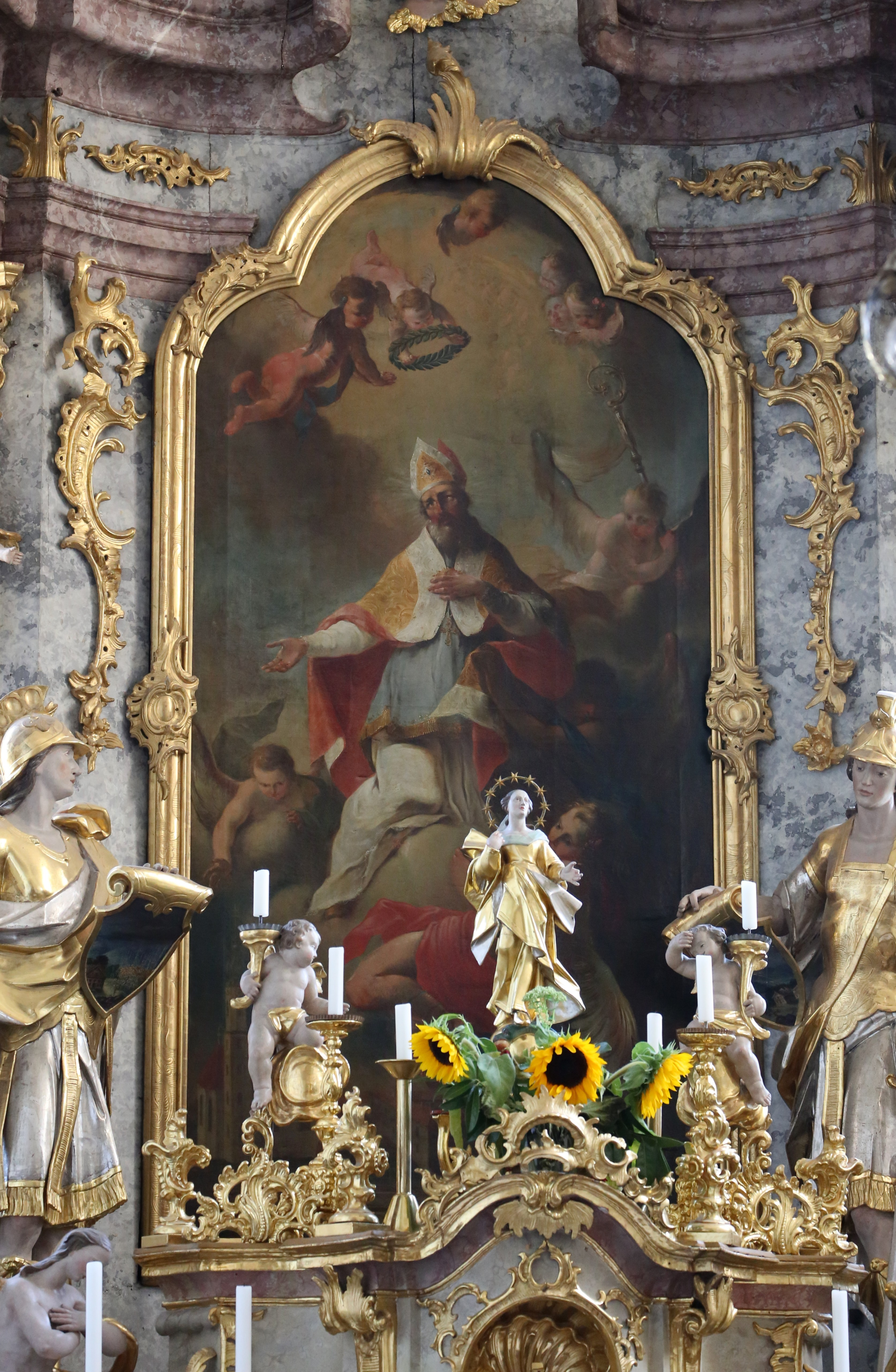
Hauptaltargemälde

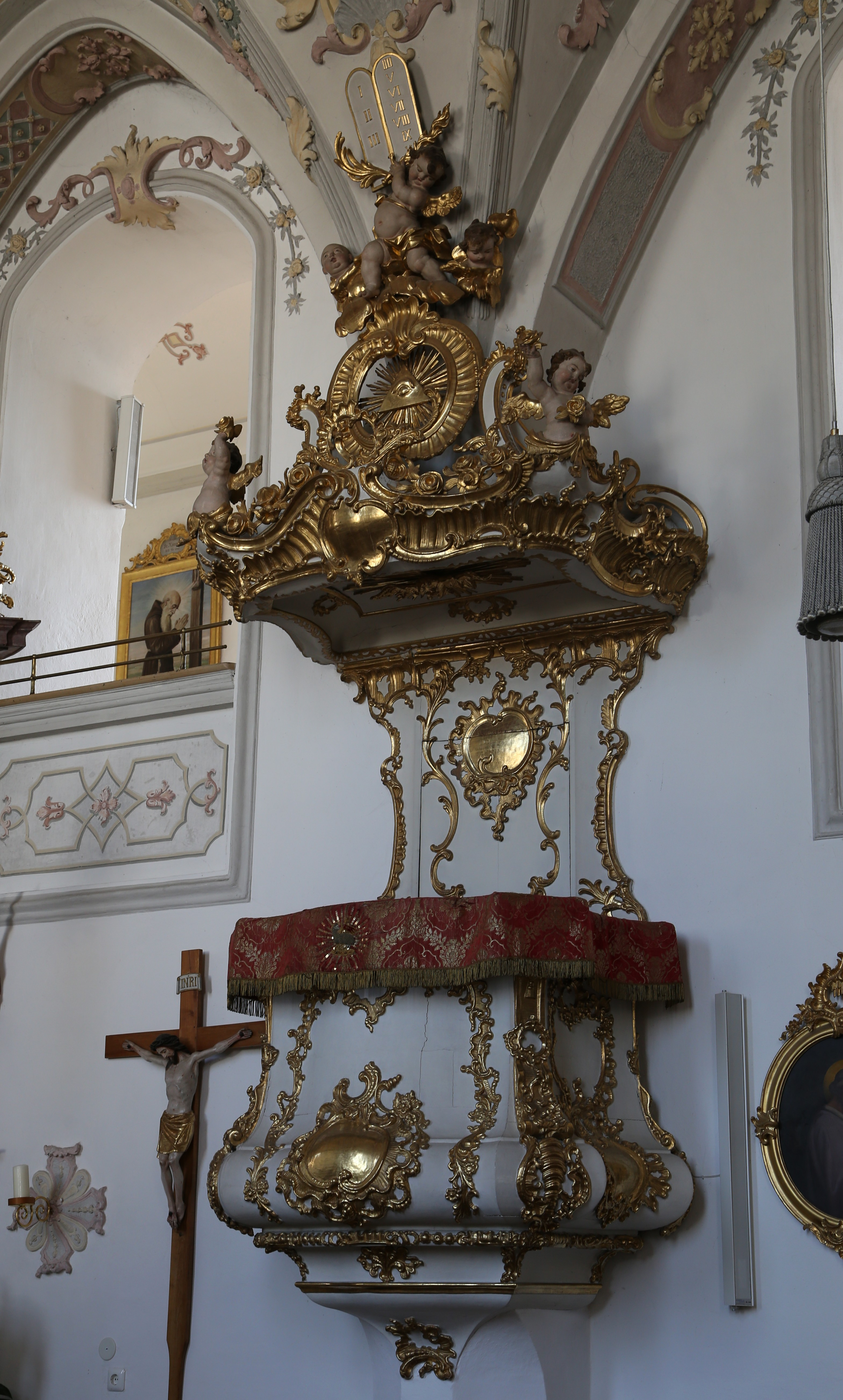
Kanzel

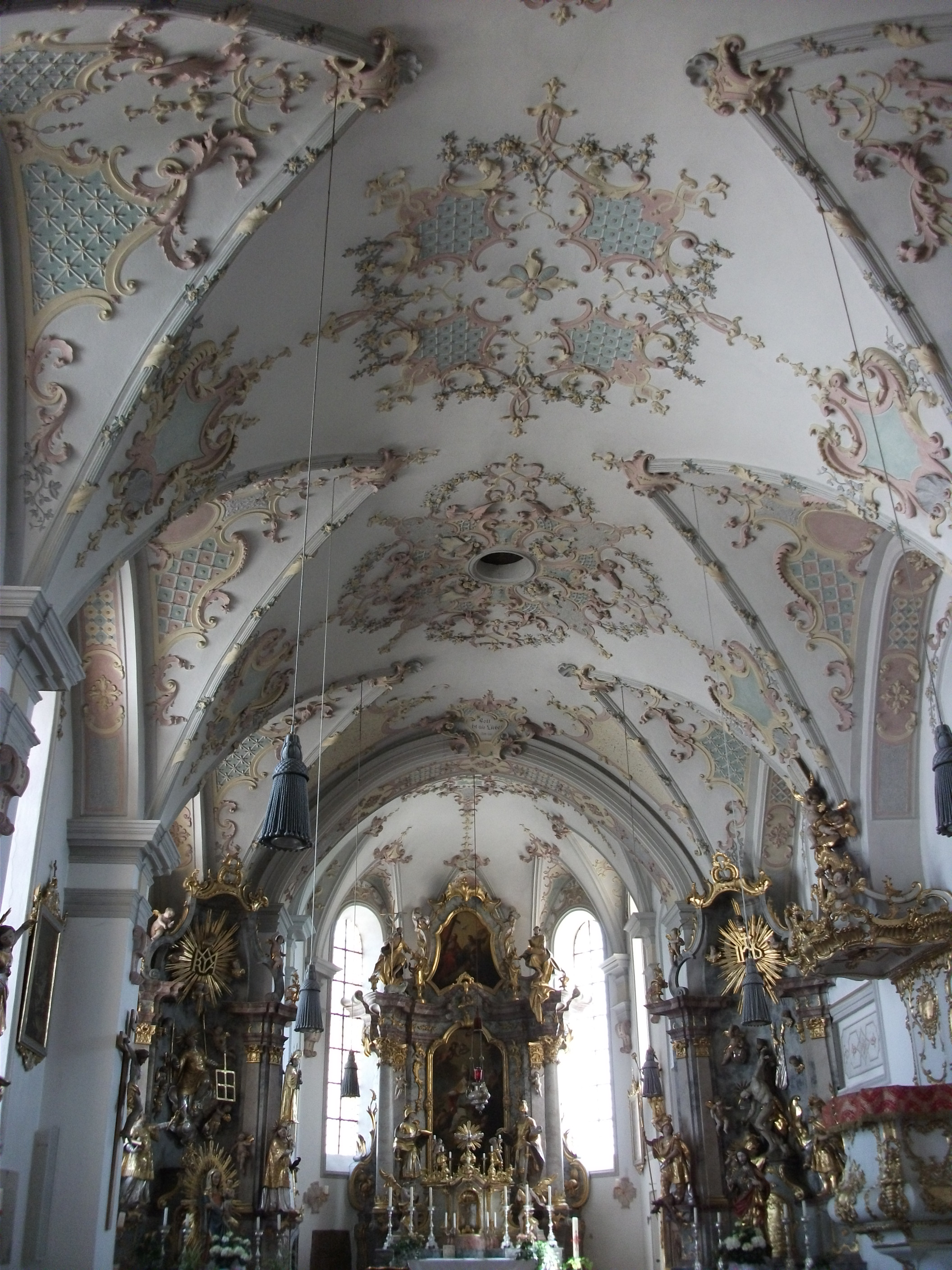
Deckenstuck

Die römisch-katholische Pfarrkirche St. Nikolaus ist eine ursprünglich gotische, barockisierte Saalkirche in der Gemeinde Höslwang im Landkreis Rosenheim in Oberbayern. Sie gehört zur Kirchengemeinde St. Nikolaus im Pfarrverbund Halfing im Erzbistum München und Freising. Sie wird zu den Kirchen mit der künstlerisch wertvollsten Rokokoausstattung im Chiemgau gezählt.

## Geschichte und Architektur
Die auf einer Anhöhe liegende Kirche der zu Salzburg gehörigen Urpfarrei wurde in der Mitte des 15. Jahrhunderts von einer Bauhütte aus Burghausen neu erbaut. Im Jahr 1693 wurde die Antoniuskapelle angebaut, um 1734 wurden die westlich gelegenen Pfarrhofgebäude durch Martin Pöllner umgestaltet oder erneuert und um 1740 der Turm erneuert. Im Jahr 1922 wurde die Kirche bis zum Pfarrhof verlängert. Eine Renovierung wurde innen in den Jahren 1970 bis 1972 und im Jahr 1993 außen vorgenommen.
Die Kirche ist ein Saalbau von ursprünglich drei Jochen mit einem dreiseitig schließenden, eingezogenen Chor und einem Nordturm mit gegliederter Zwiebelhaube und einem Kreuzgratgewölbe im Erdgeschoss. An der Südseite liegt ein zweigeschossiger Anbau mit Oratoriengang und der Antoniuskapelle, westlich davon ein achteckiger Treppenturm mit flacher Zwiebelhaube. Neben dem Südeingang steht ein Bildwerk des Wiesheilands aus der zweiten Hälfte des 18. Jahrhunderts.
Innen ist die Kirche durch ein Tonnengewölbe mit Stichkappen über Wandvorlagen abgeschlossen. Die südliche Langhauswand ist durch Arkaden zur Antoniuskapelle geöffnet. Das Innere ist durch eine reiche Stuckdekoration mit Kartuschen, Gitterfeldern, Bandelwerk sowie Blattmotiven und Blütengirlanden geprägt, die 1734 vom Wessobrunner Künstler Engelmund Lambs ausgeführt wurde.

## Ausstattung
Hauptwerke der Ausstattung sind mehrere Rokokoaltäre, die durch den Burghauser Bildhauer Johann Georg Lindt als dessen Hauptwerke ausgeführt wurden. Der raumgreifende Hochaltar aus dem Jahr 1766 ist mit einer freistehenden Mensa ausgestattet und zeigt im Altarblatt den heiligen Nikolaus über Höslwang und im Altarauszug die Heilige Dreifaltigkeit. Die Seitenfiguren stellen die Wetterheiligen Johannes und Paulus dar, im Auszug Johannes den Täufer und den Apostel Bartholomäus. Im Chorschluss ist ein Epitaph für den Pfarrer Ulrich Kern († 1549) mit einem Kreuzrelief aufgestellt.
Die diagonal am Chorbogen stehenden Seitenaltäre wurden in den Jahren 1771–1773 geschaffen. Der nördliche Seitenaltar zeigt den heiligen Laurentius auf Wolken, mit den Heiligen Stephanus und Vinzenz von Saragossa an den Seiten, der südliche Seitenaltar den heiligen Sebastian, flankiert von den Heiligen Georg und Florian.
Die Kanzel ist ein Werk von 1758. An den Wandpfeilern sind Figuren der Heiligen Barbara, Katharina, Ignatius und Ivo, ebenfalls von Lindt, aufgestellt. Die Orgel ist ein Werk von Franz Xaver Riederer aus dem Jahr 1909 mit 14 Registern auf einem Manual und Pedal.

## Kapellen
Die Taufkapelle enthält eine Grabplatte für den Altöttinger Kanonikus Johannes Kolberger aus der Zeit um 1480 von Franz Sickinger und einen Taufstein aus Rotmarmor aus dem zweiten Viertel des 15. Jahrhunderts. Ein Gemälde der Kreuzigung wurde nach der Signatur von Cajetan Forster im Jahr 1775 geschaffen. Weiter ist ein spätgotischer Kruzifixus zu erwähnen.
Die Antoniuskapelle im Obergeschoss wurde zunächst als Bauteil über der Eingangshalle von 1693 errichtet und im Jahr 1710 verlängert. Der Altar wurde wie die Altäre der Kirche von Lindt geschaffen und zeigt eine Bruderschaftsfigur des heiligen Antonius von Padua aus dem Jahr 1693. Weiter sind Figuren einer Ölberggruppe aus der zweiten Hälfte des 17. Jahrhunderts zu erwähnen.